# Схерпен, Кьелл
Кьелл Схерпен (нидерл. Kjell Scherpen; родился 23 января 2000 года, Эммен) — нидерландский футболист, вратарь английского клуба «Брайтон энд Хоув Альбион».

## Клубная карьера
Начинал футбольную карьеру в любительском клубе «Эммен», а летом 2011 года перешёл в совместную академию «Херенвена» и «Эммена». В марте 2017 года семнадцатилетний вратарь подписал свой первый контракт с «Эмменом» на три года.
В сезоне 2017/18 стал вторым вратарём клуба после Денниса Телгенкампа. В основном составе дебютировал 3 ноября 2017 года в матче первого дивизиона против клуба «Хелмонд Спорт». Гостевая встреча завершилась поражением его команды со счётом 3:1. Всего в дебютном сезоне провёл один матч. По итогам сезона «Эммен» занял седьмое место в чемпионате и через стыковые матчи впервые вышел в высший дивизион Нидерландов.
12 августа 2018 года в матче против АДО Ден Хааг он дебютировал в Эредивизи, заменив в стартовом составе травмированного Телгенкампа. В апреле 2019 года клуб воспользовался опцией контракта и продлил соглашение с голкипером ещё на один год. 24 апреля было объявлено, что Кьелл подписал четырёхлетний контракт с амстердамским «Аяксом».
Схерпен дебютировал за «Аякс» 4 апреля 2021, когда основной вратарь команды Мартен Стекеленбург получил травму по время матча.
16 июля 2021 года перешёл в английский «Брайтон энд Хоув Альбион». В январе 2022 года до конца сезона был арендован бельгийским «Остенде».
16 августа 2022 года перешёл на правах аренды в «Витесс». Во время пребывания в Нидерландах, продлил контракт с «Брайтоном» до 2027 года.
6 июля 2023 года был арендован на два сезона австрийским клубом «Штурм». Дебютировал в команде 22 июля в матче первого раунда Кубка Австрии против САК Клагенфурта. За два сезона в аренде отыграл 67 матчей, пропустив при этом 87 голов и оставив ворота «сухими» 17 раз.
30 июня 2025 года вернулся в «Брайтон».

## Карьера в сборной
Впервые в основую сборную Нидерландов Кьелл был вызван в июне 2022 года вместо травмированного Тима Крула.
Позднее вызван в сборную перед матчем квалификации к Евро-24 с Францией, тогда 6 игроков национальной команды покинули её из-за вирусной инфекции, включая вратаря Барта Вербрюггена, вместо которого и был вызван Кьелл.
Схерпен был вызван на матчи сборной Нидерландов в рамках отборочного турнира к Чемпионату мира 2026 против сборной Финляндии и сборной Мальты 7 и 10 июня 2025 года соответственно.

## Личная жизнь
Отец — Герман Схерпен, футбольный тренер, мать — Маша де Врис-Гюдде. Его старший брат Йорг умер 19 февраля 2019 года в возрасте 20 лет — в январе он перенёс остановку сердца и более месяца провёл в коме.

## Достижения
«Аякс»
- Чемпион Нидерландов: 2020/21
- Обладатель Кубка Нидерландов: 2020/21

«Штурм»
- Чемпион Австрии: 2023/24, 2024/25
- Обладатель Кубка Австрии: 2023/24

## Статистика по сезонам
| Клуб                     | Сезон            | Лига | Лига | Кубок | Кубок | Европейские кубки | Европейские кубки | Итого | Итого |
| Клуб                     | Сезон            | Игры | Голы | Игры  | Голы  | Игры              | Голы              | Игры  | Голы  |
| ------------------------ | ---------------- | ---- | ---- | ----- | ----- | ----------------- | ----------------- | ----- | ----- |
| Эммен                    | 2017/18          | 1    | −3   | 0     | 0     | —                 | —                 | 1     | −3    |
| Эммен                    | 2018/19          | 34   | −72  | 1     | −1    | —                 | —                 | 35    | −73   |
| Эммен                    | Итого            | 35   | −75  | 1     | –1    | —                 | —                 | 36    | −76   |
| Аякс                     | 2020/21          | 2    | −1   | 1     | −4    | 1                 | −2                | 4     | −7    |
| Аякс                     | Итого            | 2    | −1   | 1     | −4    | 1                 | −2                | 4     | −7    |
| → Йонг Аякс              | 2019/20          | 14   | −18  | —     | —     | —                 | —                 | 14    | −18   |
| → Йонг Аякс              | 2020/21          | 15   | −22  | —     | —     | —                 | —                 | 15    | −22   |
| → Йонг Аякс              | Итого            | 29   | −40  | —     | —     | —                 | —                 | 29    | −40   |
| Брайтон энд Хоув Альбион | 2021/22          | 0    | 0    | 1     | −1    | —                 | —                 | 1     | −1    |
| Брайтон энд Хоув Альбион | Итого            | 0    | 0    | 1     | −1    | —                 | —                 | 1     | −1    |
| → Остенде                | 2021/22          | 7    | −12  | 0     | 0     | —                 | —                 | 7     | −12   |
| → Остенде                | Итого            | 7    | −12  | 0     | 0     | —                 | —                 | 7     | −12   |
| → Витесс                 | 2022/23          | 26   | −31  | 0     | 0     | —                 | —                 | 26    | −31   |
| → Витесс                 | Итого            | 26   | −31  | 0     | 0     | —                 | —                 | 26    | −31   |
| → Штурм                  | 2023/24          | 16   | −12  | 3     | −4    | 8                 | −16               | 27    | −32   |
| → Штурм                  | 2024/25          | 30   | -38  | 4     | -6    | 6                 | -11               | 40    | -55   |
| → Штурм                  | Итого            | 46   | -50  | 7     | -10   | 14                | -27               | 67    | -87   |
| Всего за карьеру         | Всего за карьеру | 145  | −209 | 10    | -16   | 15                | −29               | 170   | −254  |